# With Love, Meghan
With Love, Meghan är en amerikansk realityserie som skulle haft premiär på Netflix den 4 mars 2025. Serien består av åtta avsnitt och programledare är Meghan, hertiginna av Sussex.
Serien skulle från början ha premiär den 15 januari 2025, men sköts upp på grund av de omfattande skogsbränderna i Los Angeles.

## Handling
I serien bjuder Meghan in vänner och kändisgäster till ett vackert gods i Kalifornien, där hon bjuder på tips om matlagning, trädgårdsskötsel och bjudningar.

## Medverkande
- Meghan Markle – programledare
- Prins Harry
- Mindy Kaling